# Языкович, Илья Игоревич
Языкович Илья Игоревич (род. 16 марта 2003, Минск, Беларусь) - Белорусский профессиональный баскетболист. Атакующий защитник, легкий форвард. Неоднократно вызывался и выступал за молодежную сборную республики Беларусь, по баскетболу 3х3.

## Биография
- Баскетбольную карьеру начал достаточно поздно — в возрасте 15 лет. До этого занимался плаванием в школе Олимпийского резерва. Первым тренером, который дал толчок в развитии молодого игрока,стал Игорь Михайлович Корниенков.Значительный вклад в становление спортсмена также внёс Павел Статкевич (тренер команды PasTeem).
- В сезоне 2019/2020 начал выступать в лиге (НБЛ) за команду «Va-Bank» под руководством Игоря Михайловича Корниенкова. Там же провёл и следующий сезон — 2020/2021. Затем продолжил карьеру в могилёвском клубе «Борисфен». В сезоне 2021/2022 выступал за молодежную команду «ЦОР МГУ» — фарм-клуб «Борисфена». Летом этого же года также принял участие в турнирах в составе команды «Островец 3х3».
- Первый профессиональный контракт подписал летом 2022 года с молодежной командой баскетбольного клуба «МИНСК» под руководством Дмитрия Колтунова и Алексея Лашкевича. В составе этой команды выступал в чемпионате Республики Беларусь в сезонах 2022/2023 и 2023/2024.
- В настоящее время является игроком команды «МИНСК 3х3», где играет как за взрослую, так и за молодежную команду. Неоднократно вызывался в состав Национальной сборной, принимал участие в составе молодежной сборной Беларуси, а также принимал участие в Единой Континентальной Лиге 3х3 (ЕКЛ 3х3)

## Карьера
• 2019/2021 - (НБЛ) Va-Bank
• 2021/2022 - (НБЛ) ЦОР МГУ
• 2022 - Ostrovec 3х3
• 2022/2024 - МИНСК (Молодежная)
• 2024/2025 - МИНСК 3х3

## Достижения
- Победитель финального этапа чемпионата Республики Беларусь (Palova 3x3) в категории U17
- Победитель финального этапа чемпионата Республики Беларусь (Palova 3x3) в категории U18
- Финалист и победитель многочисленных этапов чемпионата Республики Беларусь (Palova 3х3) в категории «Elite»
- Бронзовый призёр Молодёжной Единой Континентальной Лиги 3х3
- Бронзовый призер Республиканской Универсиады по баскетболу (Финал Четырех)
- Победитель Республиканской Универсиады по баскетболу 3х3
- Победитель турнира (Кубок Шахтера)
- Победитель турнира (Привал)
- Победитель и призер ряда международных турниров по баскетболу 3х3